# Ramón de la Sagra
Ramón de la Sagra (Corunha, 1798 – Paris, 1871) foi um naturalista, economista,  sociólogo, intelectual e político espanhol, nascido na Galiza.

## Biografia
Entre 1820 e 1835 viveu em Havana, Cuba, onde dirigiu o jardim botânico desta cidade. Durante a sua permanência estudou os problemas cubanos e caribenhos, culminando com a publicação da obra "Historia física, política y natural de la isla de Cuba", que lhe deu reconhecimento mundial.
Em 1835, regressou à Espanha onde foi deputado de 1837 até 1854. Em 1848-1849, como deputado, colaborou na fundação de um Banco Popular. Como resultado de suas freqüentes viagens pela Europa produziu uma série de trabalhos escritos sobre agricultura, industrialização e suas conseqüências sociais.
Ramón de la Sagra foi o precursor da educação comparada na Espanha. Na primeira metade do século XIX ele estudou as reformas sociais e educativas de vários países como Estados Unidos, Bélgica, Países Baixos, França e Alemanha, com a intenção de alertar as autoridades e a opinião pública espanhola para implementar uma reforma social e educacional na Espanha. Este estudo foi o inicio para colocar em marcha na Espanha uma mudança na educação infantil e de adultos com o conhecimento do que havia de melhor na Europa e América.
Ramón de la Sagra publicou artigos em várias revistas sobre temas sociais, como beneficência, reforma carcerária e outros temas semelhantes.
Como sociólogo, suas teorias sociais eram baseadas em Charles Fourier, Conde de Saint-Simon e Barão de Colins. Propôs a criação de uma sociedade moderna alicerçada numa nova ordem social racional e dotada de uma nova moral. A inaceitação da sua teoria inovadora por parte do governo levou-o a ligar-se ao absolutismo.

## Obras
- Historia física, política y natural de la isla de Cuba,  treze volumes, 1838 – 1857. O botânico Achille Richard colaborou com o capítulo Botanique: plantes vasculaires.
- Atlas carcelario, (1843)
- Revista de los intereses materiales y morales (1844)
- Aphorismes sociaux (1848)
- El mal y el remedio (1859).